# Church Aston
Church Aston est une paroisse civile et un village du Shropshire, en Angleterre.